# Петушкова, Елена Владимировна
Еле́на Влади́мировна Петушко́ва (17 ноября 1940, Москва — 8 января 2007, Москва) — советская спортсменка-конник, чемпионка и двукратный серебряный призёр Олимпийских игр, двукратная чемпионка мира по выездке, заслуженный мастер спорта СССР (1970), спортивный деятель, тренер, кандидат биологических наук.

## Биография

### Начало пути
Родилась 17 ноября 1940 года в Москве, в семье 1-го заместителя министра внутренних дел СССР Владимира Петушкова. В детстве занималась музыкой, читала приключенческую литературу, посещала драматический кружок, из школьных предметов любила биологию и химию, увлекалась животными. В доме Петушковых в разное время жили аквариумные рыбки, черепаха, фокстерьер и даже лисёнок. Будучи ученицей девятого класса вместе с мамой пришла в «Сокольники», где был организован прокат лошадей. Впервые в жизни сев на лошадь — каракового кабардинского жеребца Избытка — держалась уверенно и вызвала удивление наблюдавшего за ней тренера, не поверившего, что никакого опыта верховой езды у девочки раньше не было. Через год после занятий в «Сокольниках» выполнила норматив третьего разряда по конкуру.
В 1957 году поступила на биолого-почвенный факультет МГУ и начала заниматься выездкой в клубе ДСО «Урожай» под руководством тренера Владимира Васильева, в 1960 году впервые стала участницей чемпионата СССР. В январе 1964 года поступила в аспирантуру при НИИ фармакологии и химиотерапии Академии медицинских наук и в том же году была приглашена в сборную СССР. Главный тренер национальной команды Григорий Анастасьев предоставил Петушковой перспективного вороного тракенена по кличке Пепел.
В мае 1964 года начался тренировочный сбор для подготовки к Олимпийским играм в Токио. Петушкова и Пепел работали отдельно от команды — продолжительный сбор был несовместим с написанием диссертации. «Я подбегала к метро перед самым его открытием, потом мчалась к автобусу, потом минут двадцать пешком через лес… В семь я седлала Пепла — когда другие, не спеша, шли завтракать», — рассказывала спортсменка в автобиографической книге «Путешествие в седле по маршруту „Жизнь“». Незадолго до старта чемпионата СССР 1964 года Петушкова заболела ангиной, а Пепел находился без присмотра в конюшне Московского ипподрома и к началу чемпионата страны был крайне истощён. Заняв только шестое место, на Олимпиаду они не попали.

### Первые международные успехи
В 1965 году впервые участвовала на чемпионате Европы, проходившем в Дании. Через два года, практически сразу после защиты диссертации, на аналогичном турнире в Ахене заняла 6-е место и 1-е среди женщин. В 1968 году вошла в состав олимпийской сборной СССР для участия на Играх в Мехико — вместе с Иваном Кизимовым и Иваном Калитой. Советские конники были вторыми в командной выездке, отстав на 42 очка от спортсменов из ФРГ. В личных соревнованиях заняла 6-е место.
В 1970 году в Ахене стала чемпионкой мира в личном и командном первенстве. Перед переездкой в индивидуальном соревновании она много уступала немке Лизелотт Линзенхофф. Несмотря на то, что выступать пришлось под дождём, Петушкова и Пепел были безупречны. Из-за труднопроизносимой для иностранцев фамилии Петушкову стали называть «фройлен Пепел» (впоследствии — «фрау Пепел»).

### Игры в Мюнхене
В том же составе — Иван Кизимов, Иван Калита и Елена Петушкова — советские конники выступали на Олимпийских играх в Мюнхене. Как и на чемпионате мира, главным соперником в борьбе за золотые медали стали спортсмены Западной Германии.
В первый день соревнований по командной выездке, проходивших в парке замка Нимфенбург, Иван Кизимов и Иван Калита набрали в сумме 3348 баллов, в то время как в активе женского дуэта Лизелотт Линзенхофф и Карин Шлютер было 3377. Отставание в 29 очков предстояло ликвидировать Елене Петушковой и Пеплу, и со своей задачей они справились, набрав 1747 баллов, в то время как третий участник команды ФРГ Йозеф Неккерман — 1706.
К золотой медали в командной выездке Петушкова добавила серебро в личных соревнованиях, уступив только Лизелотт Линзенхофф. Впервые в истории Олимпийских игр высшие награды в этой дисциплине достались женщинам.

### Расставание с Пеплом
В 1973 году добилась уникального достижения на чемпионате СССР, победив во всех четырёх видах программы, а также стала чемпионкой Европы в Среднем призе. В том же году вышла замуж за олимпийского чемпиона по прыжкам в высоту Валерия Брумеля. Семейный союз не сложился, родившаяся 29 мая 1974 года дочь Влада воспитывалась без отца. 14 апреля 1974 года, после неудачной операции, умер отец Петушковой.
Зимой 1974 года тяжело заболевший тренер Петушковой Григорий Анастасьев не смог препятствовать тому, что Пепел был передан из «Сокольников» на Планерную для обучения новичков. Петушкова узнала об этом за две недели до родов и отправилась в Центральный совет «Урожая» с заявлением о намерении вернуться к тренировкам уже летом 1974 года и требованием оставить коня за ней, обеспечив ему необходимый уход и тренинги. Всё это было выполнено, но в возвращение чемпионки в большой спорт мало кто тогда верил всерьёз.
Однако через месяц после родов Петушкова приступила к тренировкам, на чемпионате СССР выиграла две золотые медали и одну серебряную и была включена в состав сборной на чемпионат мира в Копенгагене. Итогом выступлений стало третье место в командном первенстве. По воспоминаниям Петушковой бронза после всех этих испытаний была для неё дороже золота.
За два месяца до Олимпиады в Монреале 20-летний Пепел внезапно захромал. Петушкова не поехала в Минск на чемпионат СССР, продолжала тренироваться самостоятельно, не зная, что решение о её неучастии на Играх уже принято, несмотря на то, что ногу коня к тому времени удалось полностью залечить.
В последний раз они выступили вместе на чемпионате СССР 1977 года.

### Абакан и Хевсур
Новой лошадью Петушковой стал ахалтекинец Абакан — сын знаменитого Абсента. На Абакане Петушкова вернулась в состав сборной, в 1978 году выиграла бронзовую медаль чемпионата мира в командном первенстве, в 1979 году — серебро чемпионата Европы. Петушкова и Абакан под руководством Виктора Угрюмова готовились к московской Олимпиаде, но выступить на Играх не удалось — в 1980 году во время поездки на международные соревнования в ФРГ Абакан погиб.
Третьим конём Петушковой, с которым она выступала до 1987 года, был рыжий тракен Хевсур. Последним крупным международным стартом оказался чемпионат мира 1986 года. На разминке конь упал на спину, Елена получила двойной перелом плечевой кости. Во время выступления она управляла Хевсуром одной рукой, заняла 42-е место, но считала себя победителем.

### Между наукой и спортом
«Наука и спорт — это вся моя жизнь, два мира, в одном из которых превалирует наслаждение разума, в другом — накал страстей, и они дополняют друг друга», — писала Елена Петушкова в автобиографии. Член КПСС с 1971 года. После защиты кандидатской диссертации работала на кафедре биохимии биологического факультета МГУ в должности младшего, а с 1976 по 1991 год — старшего научного сотрудника. В 1991—1997 годах являлась старшим научным сотрудником Института биохимии имени А. Н. Баха. В 1982 году издала монографию «Введение в кинетику ферментативных реакций».
С 1983 по 1991 год была вице-президентом Олимпийского комитета СССР, в 1987—1992 годах являлась председателем комитета «Советские спортсмены за мир», в 1988—1992 годах — заместителем председателя Советского комитета защиты мира, в 1995—2004 годах — членом Бюро Международной федерации конного спорта, судьёй на крупных международных соревнованиях.
В 1995—1999 годах возглавляла Федерацию конного спорта России, затем была её вице-президентом. Завершив в 1997 году научную и преподавательскую деятельность, работала старшим тренером сборной России по конному спорту.
Скончалась 8 января 2007 года на 67-м году жизни в Москве, от опухоли головного мозга, похоронена на Троекуровском кладбище (уч. 6а).

### Награды
Награждена орденами Трудового Красного Знамени (1970), «Знак Почёта» (1972) и Дружбы народов (1980).